# Paciente

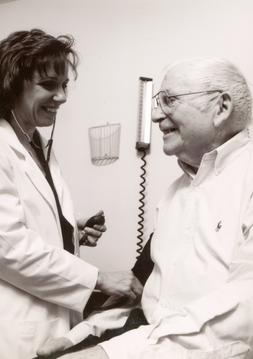
Una médica toma la presión arterial a su paciente, en un consultorio.

En el lenguaje común, el término paciente (del latín patiens, patientis, participio de presente del verbo pati, "sufrir", "soportar","experimentar un proceso o una acción que parte de una causa ajena") se aplica a cualquier persona que es atendida por un/a profesional de la salud debido a un problema de salud física o emocional/mental.
En la medicina y en general en las ciencias de la salud, el término paciente se aplica a alguien que sufre dolor o malestar (muchas enfermedades causan molestias diversas, y un gran número de pacientes también sufren dolor). En términos sociológicos y administrativos, paciente es quien recibe los servicios de un/a especialista o profesional de la salud (véase médico y psicólogo, entre otros) y se somete a un examen, a un tratamiento o a una intervención.[cita requerida]

## Fases en la atención del paciente
Antes de llegar a ser formalmente paciente, un individuo pasa por varias etapas: la identificación de los síntomas, el diagnóstico, el tratamiento y el resultado (véase la denominada historia natural de la enfermedad).[cita requerida]
En el entorno hospitalario, el paciente comienza a comportarse de forma diferente de como lo haría en otra situación. Este hecho se denomina institucionalización, y se basa en la pérdida de autonomía, lo cual implica que la persona deberá aprender a conformarse con las reglas y rutinas del hospital. Muchas veces este proceso no es aceptado por el paciente; cuando se recupera, debe volver al rol que tenía inicialmente.[cita requerida]

## Tipos de pacientes: terminologías de otras disciplinas
En algunas ciencias de la salud (en algunos tipos de terapia psicológica, en particular), el paciente recibe otros nombres: en algunas escuelas de psicoanálisis: por ejemplo, se le denomina analizando (galicismo; proviene del término francés analysand). En la denominada terapia centrada en el cliente o terapia centrada en la persona, su autor, Carl Rogers, utiliza este término para hablar de un tipo de terapia no directiva o, más en general, incluso de un enfoque de interrelaciones humanas.

## Paciente en la literatura
- 2014: El paciente, de Juan Gómez Jurado.[3]